# Dorcopsulus macleayi
Dorcopsulus macleayi е вид бозайник от семейство Кенгурови (Macropodidae).

## Разпространение
Видът е разпространен в Папуа Нова Гвинея.